# Novigrad (żupania zadarska)
Novigrad – wieś w Chorwacji, w żupanii zadarskiej, w gminie Novigrad. W 2011 roku liczyła 534 mieszkańców.
Na zamku w Novigradzie w 1387 roku została uduszona Elżbieta Bośniaczka.